# 1954 en droit
Cet article présente les faits marquants de l'année 1954 en droit.

## Événements
- Constitution Lyttleton au Nigeria.

### Mai
- 17 mai : l'arrêt Brown v. Board of Education de la Cour suprême des États-Unis ordonne la fin de la ségrégation raciale dans les écoles.

### Octobre
- 3 octobre : conférence de Londres, rétablissement de la souveraineté totale de la RFA, qui adhèrera à l’OTAN. Elle possédera une armée propre mais ne pourra produire d’armes atomiques, biologique ou chimique.
- 5 octobre : l'Italie et la Yougoslavie parviennent à une entente sur la partition du territoire libre de Trieste et signent à Londres un « mémorandum d’entente ».
- 6 octobre : la Grande-Bretagne, les États-Unis, l’Italie et la Yougoslavie signent le traité de Londres qui met fin au conflit sur le statut de Trieste : les troupes britanniques et américaines évacueront la zone A qui revient à l’Italie, la zone B étant attribuée à la Yougoslavie. Trieste reste un port franc.

## Décès
- 22 janvier : Heinrich Klang, juriste autrichien (° 15 avril 1875).